# Consell Municipal d'Osaka
El Consell Municipal d'Osaka (segons la seua traducció oficial a l'anglès) o Assemblea de la Ciutat d'Osaka (大阪市会, Ōsaka shi kai) és l'institució que fa les funcions d'assemblea legislativa de municipi d'Osaka, a la prefectura d'Osaka, Japó.

## Història
El modern municipi d'Osaka es fundà l'abril de 1889 i el juny del mateix any es realitzaren les primeres eleccions, tot i que només amb sufragi censatari. No seria fins al juny de 1929 quan es van fer les primeres eleccions per sufragi universal masculí i al 1947 per al sufragi universal. De fet, va ser a aquelles primeres eleccions d'abril de 1947 quan van ser també elegides les primeres regidores. El gener de 1986 l'institució es va traslladar a l'actual edifici municipal a Nakanoshima, Kita, al mateix lloc on estava l'anterior edifici.

## Composició actual
| ARO | PLD | Kōmeitō | PCJ | Ind                                                                                                 |
| Kita 1. Mika Takayama 2. Takayuki Kuramoto Miyakojima 1. Yasutomo Okada 2. Shōichi Ōnishi Fukushima 1. Kazumi Hirota Konohana 1. Keiji Ōuchi Chūō 1. Ran Nogami 2. Tadayuki Fuwa Nishi 1. Takurō Nishi 2. Takayuki Higashi Minato 1. Akira Fujita Taishō 1. Teruhide Izumo Tennōji 1. Megumi Kaneko Naniwa 1. Takashi Takeshita Nishiyodogawa 1. Hajime Yamada Yodogawa 1. Masahiko Yamashita 2. Hajime Sakai Higashiyodogawa 1. Tadashi Morishima 2. Mikito Sugiyama Higashinari 1. Futoshi Okazaki 2. Yuki Ebisawa Ikuno 1. Makoto Kinoshita 2. Yūsuke Haraguchi Asahi 1. Nozomi Miyawaki Jōtō 1. Satoshi Iida 2. Rie Honda Tsurumi 1. Kazutaka Ōhashi 2. Mariko Harada Abeno 1. Shōji Tanno 2. Makoto Umezono Suminoe 1. Rie Sasaki 2. Ippo Katayama Sumiyoshi 1. Tomotaka Ueda 2. Ami Itō Higashisumiyoshi 1. Nobuhiro Tanabe 2. Ryō Takami Hirano 1. Kōtarō Sugimura 2. Misako Yoshimi Nishinari 1. Junko Tsuji 2. Hirokazu Fujioka | Kita 1. Kazuhiko Maeda Fukushima 1. Masaya Ōta Chūō 1. Junko Arimoto Nishi 1. Keisuke Nagai Minato 1. Chōsuke Yamamoto Tennōji 1. Masashi Ashitaka Nishiyodogawa 1. Mikio Araki Yodogawa 1. Taeko Kitano Higashiyodogawa 1. Hiroki Ishikawa Higashinari 1. Hirotoshi Kawashima Jōtō 1. Hiroji Nishikawa Abeno 1. Yoshinobu Kinoshita Sumiyoshi 1. Toshifumi Tagaya Higashisumiyoshi 1. Yoshiko Katō Hirano 1. Takashi Nitta 2. Hiroki Tanaka Nishinari 1. Miya Hanaoka | Kita 1. Tomoko Yamamoto Miyakojima 1. Susumu Hachio Konohana 1. Nobuyuki Imada Minato 1. Norihito Nishi Taishō 1. Kazuhiro Kanazawa Nishiyodogawa 1. Tetsuo Sasaki Yodogawa 1. Tadahiro Sugita Higashiyodogawa 1. Masahiro Ozasa Ikuno 1. Masakazu Yamada Asahi 1. Teruaki Nishizaki Jōtō 1. Naoki Akashi Tsurumi 1. Yasuo Toki Suminoe 1. Sakae Kishimoto Sumiyoshi 1. Kōchirō Nakata Higashisumiyoshi 1. Yoshitaka Tsuji Hirano 1. Noriko Nagata 2. Hiroyuki Nagai Nishinari 1. Gorō Yamaguchi | Yodogawa 1. Tsukimi Terado Higashiyodogawa 1. Yuriko Nagaoka Jōtō 1. Tomoko Yamanaka Sumiyoshi 1. Hiroshi Inoue | Naniwa 1. Yoshihisa Moriyama Ikuno 1. Naoki Take Asahi 1. Takehiro Fukuda Suminoe 1. Tōru Matsuzaki |

## Circumscripcions
| Circunscripció                                                                                       | Membres | Mapa |
| --- | ------- | ---- |
| Hirano                                                                                               | 6       |      |
| Higashiodogawa, Jōtō, Sumiyoshi i Yodogawa                                                           | 5       |      |
| Higashisuminoe, Ikuno, Kita, Nishinari i Suminoe                                                     | 4       |      |
| Abeno, Asahi, Chūō, Higashinari, Higashisumiyoshi, Minato, Miyakojima, Nishi, Nishiyodogawa, Tsurumi | 3       |      |
| Fukushima, Konohana, Naniwa, Taishō i Tennōji                                                        | 2       |      |

## Resultats històrics
Degut a la manca de dades, no consten els resultats anteriors a 1983. Apareixen en negreta les candidatures guanyadores a cada elecció.
| Històric de regidors a l'assemblea municipal d'Osaka. |             |      |      |      |      |      |      |      |      |      |      |      |
| Candidatura                                           | Candidatura | 1979 | 1983 | 1987 | 1991 | 1995 | 1999 | 2003 | 2007 | 2011 | 2015 | 2019 |
|                                                       | PLD         | ??   | 37   | 28   | 34   | 33   | 34   | 31   | 30   | 17   | 19   | 17   |
|                                                       | ARO         | -    | -    | -    | -    | -    | -    | -    | -    | 33   | 36   | 40   |
|                                                       | PSJ/PSD     | ??   | 11   | 14   | 12   | 11   | 0    | 0    | -    | -    | -    | -    |
|                                                       | PNF/PD/PDC  | -    | -    | -    | -    | 10   | 16   | 18   | 17   | 8    | 0    | 0    |
|                                                       | PCJ         | ??   | 11   | 15   | 14   | 12   | 15   | 13   | 16   | 8    | 9    | 4    |
|                                                       | KMT         | ??   | 21   | 22   | 20   | 20   | 19   | 19   | 20   | 19   | 19   | 18   |
|                                                       | PDS         | ??   | 21   | 9    | 6    | -    | -    | -    | -    | -    | -    | -    |
|                                                       | PM          | ??   | 1    | -    | 1    | -    | -    | 1    | -    | -    | -    | -    |
|                                                       | Ind         | ??   | 0    | 2    | 3    | 4    | 6    | 7    | 6    | 1    | 3    | 4    |
| Total                                                 | Total       | ??   | 92   | 90   | 90   | 90   | 90   | 89   | 89   | 86   | 86   | 83   |
| Fonts:                                                |             |      |      |      |      |      |      |      |      |      |      |      |